# フィルムアート社
株式会社フィルムアート社（フィルムアートしゃ、Film Art Inc.）は、おもに映像関係などの芸術書や人文書を手掛ける日本の出版社。1968年、雑誌『季刊フィルム』を創刊する目的で設立された会社であり、発起人には粟津潔、黒川紀章、今野勉、田之倉稔、勅使河原宏、寺山修司、中原佑介、奈良義巳、松本俊夫などの文化人らが名を連ねた。所在地は、東京都渋谷区恵比寿南である。
1968年から1972年にかけて『季刊フィルム』を刊行し、同誌の編集委員は、当初は草月アートセンターの奈良義巳を中心に、粟津潔、飯村隆彦、武満徹、勅使河原宏、中原祐介、松本俊夫、山田宏一から構成され、後には石崎浩一郎と今野勉が加わった。
その後も、1973年から1974年にかけて月刊誌『芸術倶楽部』を編集、発行し、1991年に『カイエ・デュ・シネマ・ジャポン』が創刊された際には発行元となったが、同誌は1996年以降は勁草書房の発行となり、2001年に休刊した。
1973年以降、フィルムアート社は書籍出版を手掛けるようになり、1980年代以降は映画のみならず、映像表現全般に関する実践的な出版物の刊行にも取り組むようになった。